# Наз элямя
«Наз элямя» (азерб. Naz eləmə) — азербайджанский парный сценический танец, написанный Гылманом Салаховым. Название танца переводится с азербайджанского как «Не капризничай», что отражается в хореографии, требующей от исполнителей утончённости, порывистости и особой выразительности.
«Наз элямя» стал популярным благодаря исполнению Амины Дильбази, для которой этот танец поставил Алибаба Абдуллаев. Этот танец считался коронным номером артистки, с ним она объездила весь мир. Исполнение танца Аминой Дильбази и Махмудом Эсамбаевым запечатлено в музыкальном фильме режиссёра Тофика Тагизаде «Труд и роза».
Танец также исполнялся Шафигой Ганифаевой и Камилем Дадашевым в 1989 году во время гастролей в Чехословакии.